# Irwon-dong
Irwon-dong (koreanska: 일원동) är en stadsdel i stadsdistriktet Gangnam-gu i Sydkoreas huvudstad Seoul.

## Indelning
Administrativt är Irwon-dong indelat i:
| Namn     | Namn             | Yta km² | Invånare 31 dec 2020 |
| -------- | ---------------- | ------- | -------------------- |
| 일원1동  | Irwon 1(il)-dong | 0,92    | 15 827               |
| 일원2동  | Irwon 2(i)-dong  | 1,23    | 17 709               |
| 일원본동 | Irwonbon-dong    | 2,58    | 23 945               |